# 常播
常播（？—？），字文平，蜀郡江原縣（今成都市江源鎮東）人。蜀漢郪縣縣長。

## 生平
常播曾擔任縣主薄功曹。當時江原縣的縣長是廣都人朱游。
建興十五年（公元237年），朱游被上司誣陷貪污官家米穀之罪，將被判重罪。常播知朱游冤枉，於是到獄為他辯解力爭，因此被拘捕。常播遭嚴刑拷打，身受數千杖，肌膚糜爛，體無完膚，更歷三獄，被幽閉二年有餘，經多次拷掠。每次拷打前，獄吏按規定，必先驗問，常播不予理會，只是說：「要罰就罰，不必多問！」常播依舊不改其志。朱游因常播而無法治罪，後又有主薄楊玩與常播言辭一致，證明確無此事。常播忠義的行為受到世人讚許，後被舉孝廉，任郪縣縣長，五十多歲時去世。

## 外部連結
- 中國哲學書電子化計劃《三國志·楊戲傳》 （页面存档备份，存于）